# Alan Poindexter
Alan Goodwin "Dex" Poindexter (5. listopadu 1961 Pasadena, USA – 1. července 2012 Pensacola Beach, Florida, USA) byl americký námořní důstojník a astronaut.

## Životopis
Narodil se jako v Pasadeně v Kalifornii, ale vyrostl v Rockvillu v Marylandu, který považoval za své rodné město. Jeho otcem byl John Poindexter, bývalý viceadmirál a vysoký úředník ve vládě prezidenta Reagana. Byl ženatý s Lisou A. Pfeifferovou z Gulf Breeze na Floridě, se kterou měl dvě děti. Mezi jeho zájmy patřily motocykly, běh, vzpírání, vodní lyžování, vodní sporty, lov a rybolov. Chodil na střední školu v Kalifornském Coronadu, studium dokončil v roce 1979. V roce 1983 získal titul inženýr na Pensacola Junior College v Pensacole na Floridě, a poté chodil na Georgia Tech, promoval v roce 1986. V roce 1995 získal titul Master of Science v oboru leteckého inženýrství na Námořní postgraduální škole.
Byl zabit 1. července 2012 neopatrným řidičem vodního skútru při hře se svými dvěma syny u pláže v Pesacola Beach na Floridě.